# 伤风鼻塞
伤风鼻塞，是中医内科的一种病症，是指由外感风邪引起的病症。主要症状为鼻窍不通，流涕，喷嚏，甚至不闻香臭。本病四时均可发生，尤以冬春两季为多，病程较短，一般数日可愈。本病与西医的急性鼻炎相类似。